# Еугеосинклинала
Еугеосинклинала представља унутрашњи део геосинклиналних појасева који се одликују интензивном магматском активношћу, и то нарочито изливима базичних стена (офиолита); великом дебљином различитих, пре свега вулканогено-седиментних творевина, затим, творевинама флишне формације, и другим. Снажне орогене покрете (набирање, навлачење) прати гранитоидни магматизам и регионални метаморфизам.
Термин еугеосинклинала везан је за теорију о геосинклиналама, која је у 20. веку потиснута теоријом тектонике плоча. 